# الساندرو گاراتونی
الساندرو گاراتونی (انگلیسی: Alessandro Garattoni؛ زادهٔ ۲۳ ژانویهٔ ۱۹۹۸) بازیکن فوتبال است.